# Parque de la Raza
El Parque de la Raza fue un parque público de Buenos Aires, inaugurado en 1938 frente a la Costanera Norte de la ciudad. A partir de 1946, sus terrenos fueron ocupados progresivamente por las instalaciones del Aeroparque Jorge Newbery, de tal forma que actualmente el antiguo Parque de la Raza no existe como espacio verde público.

## Historia

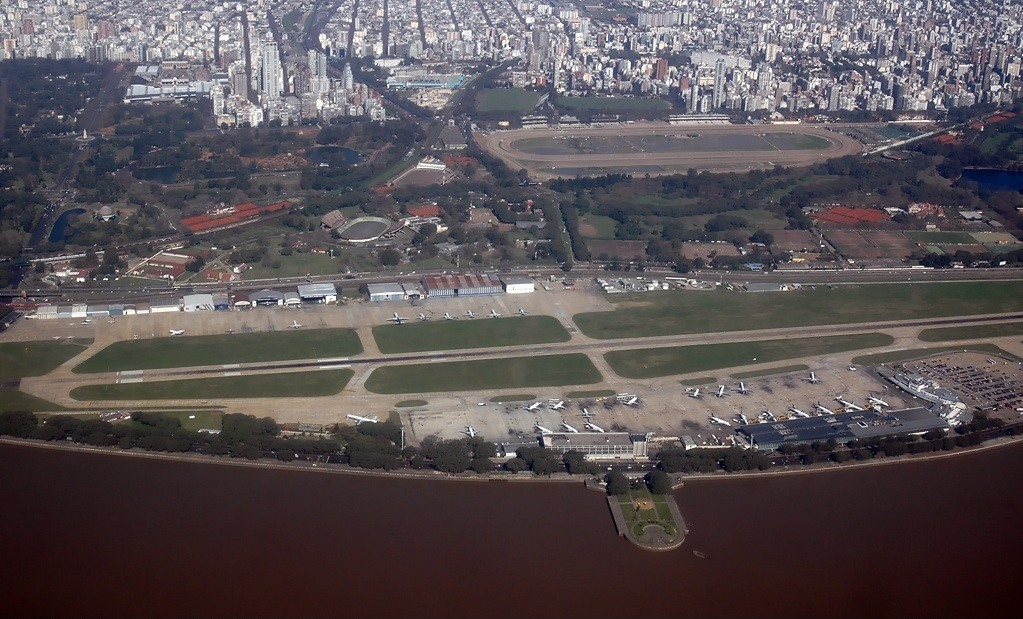
Vista aérea del antiguo Parque de la Raza en 2004. Desde 1946 fue ocupado por el Aeroparque Jorge Newbery y no funciona como parque.

Durante las décadas de 1920 y 1930, la Municipalidad de Buenos Aires rellenó la costa norte de la ciudad con tierras extraídas de la construcción de la actual línea B del Subte y de otras obras. El 9 de agosto de 1938, el Concejo deliberante sancionaba la Ordenanza N.º 9363, que destinaba “los terrenos ganados al Río de la Plata, comprendidos en el perímetro formado por el viaducto del F.C. Central Córdoba, la Avenida Costanera Rafael Obligado y las calles Canning (hoy Scalabrini Ortíz) y Pampa” a la formación de un parque y paseo público. La idea incluía el plan de formar en cuarenta hectáreas de la zona un anexo del Jardín Botánico destinado exclusivamente al mantenimiento de la flora sudamericana. 
El 6 de noviembre de 1944 el Intendente decretó que se denominaría “Parque de la Raza” al paseo aún en formación, y conocido hasta entonces como “Parque Ribereño”. Dos días más tarde, dictaba otro decreto por el cual denominó a los dos sectores en que se dividía el parque: "Bosque Alegre" (sector Sarmiento-Costanera-Salguero) y "Bosque Autóctono" (sector Pampa-Costanera-Sarmiento).
El 26 de noviembre de 1946, Por Decreto N.º 7748/946, el Intendente Siri concedió a la Secretaría de Aeronáutica el sector limitado por “la Avenida Costanera Rafael Obligado, vías de los Ferrocarriles del Estado y la prolongación de la calle Dorrego y de la Avenida Sarmiento” con destino a la instalación de un Aeroparque. La mitad del Parque de la Raza quedaba afectada así a la construcción del nuevo aeropuerto de la Ciudad de Buenos Aires, aunque los terrenos no habían llegado siquiera a parquizarse para funcionar como espacio público.
Diez años después, el 16 de marzo de 1956, el Intendente de facto Madero, mediante el Decreto N.º 2463/956, dispuso conceder toda la fracción de terreno del Aeroparque durante veinte años, prorrogables de común acuerdo a su vencimiento. En 1973, la prórroga se extendió al año 1985, en 1986 se extendió hasta 1990, y para noviembre de 1993 el Intendente Bouer se comprometió a gestionar ante el Poder Ejecutivo Nacional la transferencia del predio a la Fuerza Aérea. Este convenio fue revocado en 1996 por razones de ilegitimidad en la registración catastral efectuada por la Fuerza Aérea Argentina.
La única parte del antiguo Parque de la Raza que sobrevivió a la construcción del Aeroparque fue el “Bosque Alegre”, que se parquizó y mantuvo como espacio verde público en la franja entre la Avenida Sarmiento y la calle Salguero, hasta que durante la década de 1980 fue transformado en el Polideportivo Manuel Belgrano (Nuevo Circuito KDT), y luego fue perjudicado y achicado por la ampliación de la Avenida Lugones y la construcción de la Autopista Illia y el Viaducto de Avenida Sarmiento, ya que todas estas obras le quitaron superficie.
El 2 de agosto de 2000 se aprobó definitivamente en la Legislatura de la Ciudad la Ley N.º 449 de reforma al Código de Planeamiento Urbano, en la cual se definía al antiguo Parque de la Raza como Distrito U16 Aeroparque, con carácter y destino de Estación aérea de la Ciudad de Buenos Aires.